# Новый (Сунский район)
Новый — поселок в Сунском районе Кировской области в составе Большевистского сельского поселения.

## География
Находится на расстоянии примерно 14 км по прямой на северо-запад от районного центра поселка Суна.

## История
Образован в 1961 году, в 1973 году в поселок вошла деревня Черепаны. В 1989 году 480 жителей.

## Население
Постоянное население составляло 480 человек (русские 99 %) в 2002 году, 293 в 2010.